# Leocadie Gerlach
Léocadie Gerlach født Vilhelmine Léocadie Theresia Bergnéhr (født 26. januar 1827 i Stockholm, død 13. september 1919 på Frederiksberg) var en svenskfødt operasangerinde, der havde stor succes på Det Kongelige Teater i midten af 1800-tallet.

## Liv og virke
Gerlach var datter af Carl Vilhelm Bergnéhr og Charlotta Vilhelmina Christina f. Philp. Hun opvoksede i en velstående svensk familie. Hendes far var toldinspektør i Stockholm samt underløjtnant i den svenske hær, mens hendes mor tilhørte en gammel svensk adelsfamilie. Hendes yngre søster var skuespillerinde Zelma Hedin.
Den 24. februar 1844 indledte Gerlach sin sangerkarriere som mezzosopran på Mindre Teatern i Stockholm og vakte opsigt på grund af sin stemme og sine evner som skuespiller. Hun fik det råd af bl.a. Isidor Dannström at rejse til Paris for at uddanne sin stemme yderligere. På vejen dertil kom hun igennem København og her blev hun af Jonas Collin rådet til at søge ansættelse på Det Kongelige Teater som elev. Hun fik en elevplads og fik undervisning der af bl.a. Henrik Rung. Allerede i begyndelsen af 1845 debuterede hun på teatret som Filippo i Henrik Rungs operette "Aagerkarl og Sanger" og gjorde straks stor lykke. I de følgende år sang hun mange roller, bl.a. i 1846 som Therese i Røverborgen (Kuhlau), Etle i Liden Kirsten (J.P.E. Hartmann), dronningen i Heinrich Marschner's Hans Heiling og Madam Voltisubito i J.L. Heiberg's Recensenten og Dyret. I 1847 optrådte hun som Rosina i Barberen i Sevilla (Rossini), Giulietta i Familierne Montecchi og Capuleti, Adalgisa i Norma (Bellini) og i 1848 som Alice i Robert af Normandiet og i titelrollen i Norma.
I 1848 blev hun fastansat og gav samme år en koncert på slottet Sanssouci sammen med den tyske sopran Wilhelmine Schröder-Devrient. Efter at have modtaget et rejsestipendium af den danske stat tog hun senere i 1848 til London for at videreuddanne sig hos den berømte sanglærer, Manuel Garcia. Ved sin hjemkomst blev hun uden konkurrence operaens kvindelige førstekraft, det tætteste man i København kom på en primadonna. I 1849 var hun Vilhelmine i Ungdom og Galskab (Édouard Du Puy), Donna Anna i Don Juan, og Cherubin i Figaros Bryllup. I 1850 sang hun Marie i Regimentets Datter, i 1856 Adina i Elskovsdrikken og i 1857 Irma i Murmesteren og Lucia i Lucia af Lammermoor. I 1858 blev Leocadie kongelig kammersangerinde og samme år sang hun Susanne i Figaros Bryllup og titelrollen i Fidelio. I 1859 fulgte titelrollen i
Lucrezia Borgia og i 1863 prinsessen i Vilhelm Tell.
Leocadie Gerlachs karriere blev forstyrret af stridigheder med teaterets administration og hun mistede lysten til scenelivet. Hun blev afskediget fra teatret i 1864 og fik sin pension beskåret. I 1866 optrådte hun sidste gang på Casino og virkede derefter mest som sanglærer sammen med sin mand, Carl Ludvig Gerlach. I 1872 blev hun medlem af Kungliga Musikaliska Akademien. Under et besøg i Tyskland i 1873 sang hun for Richard Wagner, der var imponeret over hendes kraftfulde stemme.
I 1852 blev hun gift med lysestøber og siden hen toldassistent E. C. Fossum, men de blev skilt 1857. I 1861 giftede hun sig med Carl Ludvig Gerlach, der var ansat som syngemester på Det Kongelige Teater. Han døde i 1893. Leocadie Gerlach døde i København i 1919 i en alder af 94 år, åndsfrisk til det sidste.